# Turnhout
Turnhout este un oraș din regiunea Flandra din Belgia. Suprafața totală a comunei este de 56,06 km². La 1 ianuarie 2008 comuna avea o populație totală de 40.070 locuitori. 
Turnhout se învecinează cu comunele Baarle-Hertog, Beerse, Kasterlee, Merksplas, Oud-Turnhout, Ravels și Vosselaar și cu comuna olandeză Baarle-Nassau.

## Personalități născute aici
- Barbara Dex (n. 1974), cântăreață;
- Greet Minnen (n. 1997), tenismenă.

## Localități înfrățite
- Germania: Hammelburg;
- Ungaria: Gödöllő;
- China: Hanzhong;
- România: Vânători;

## Galerie

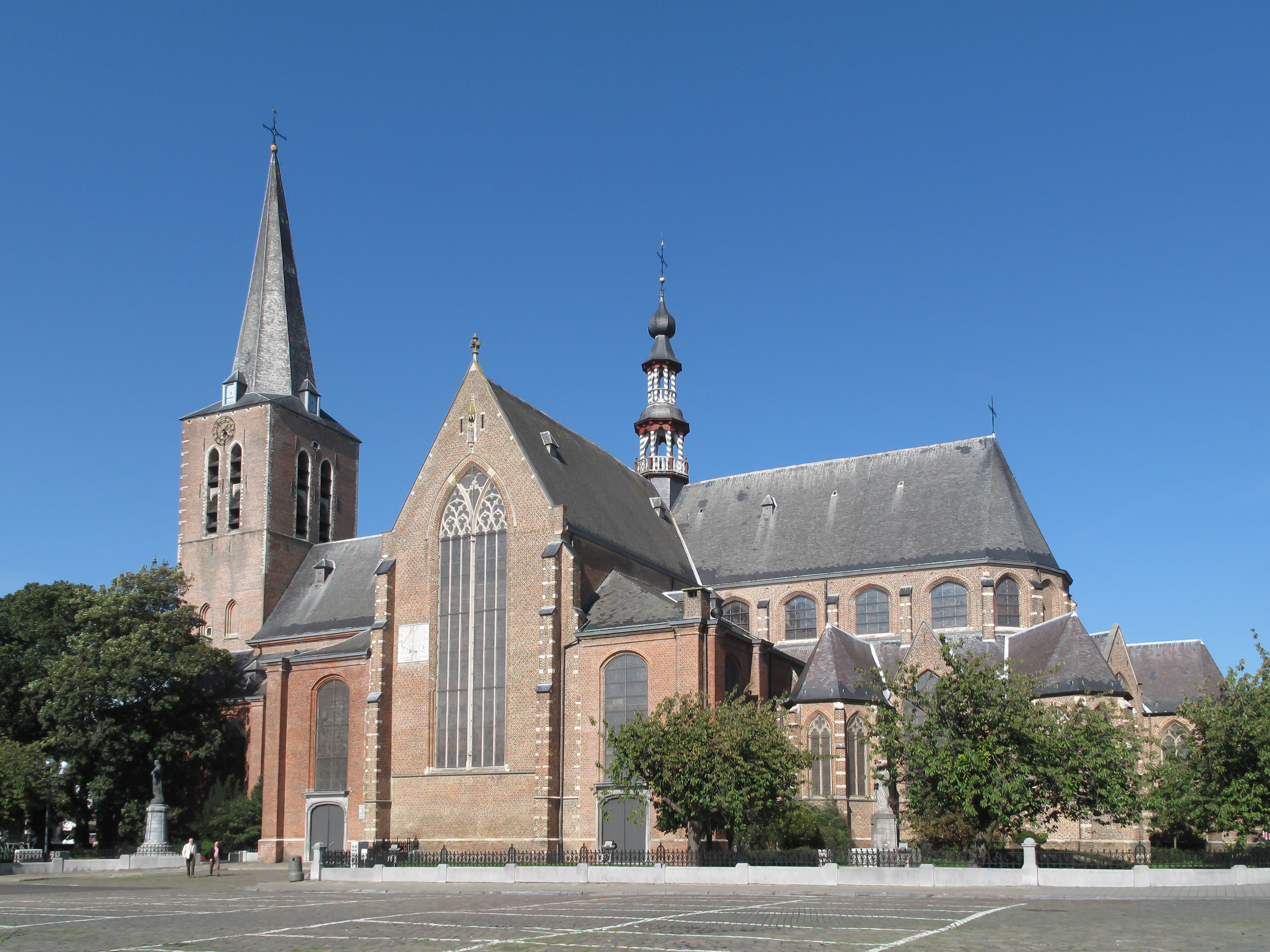
Turnhout, church: Sint Pieterskerk
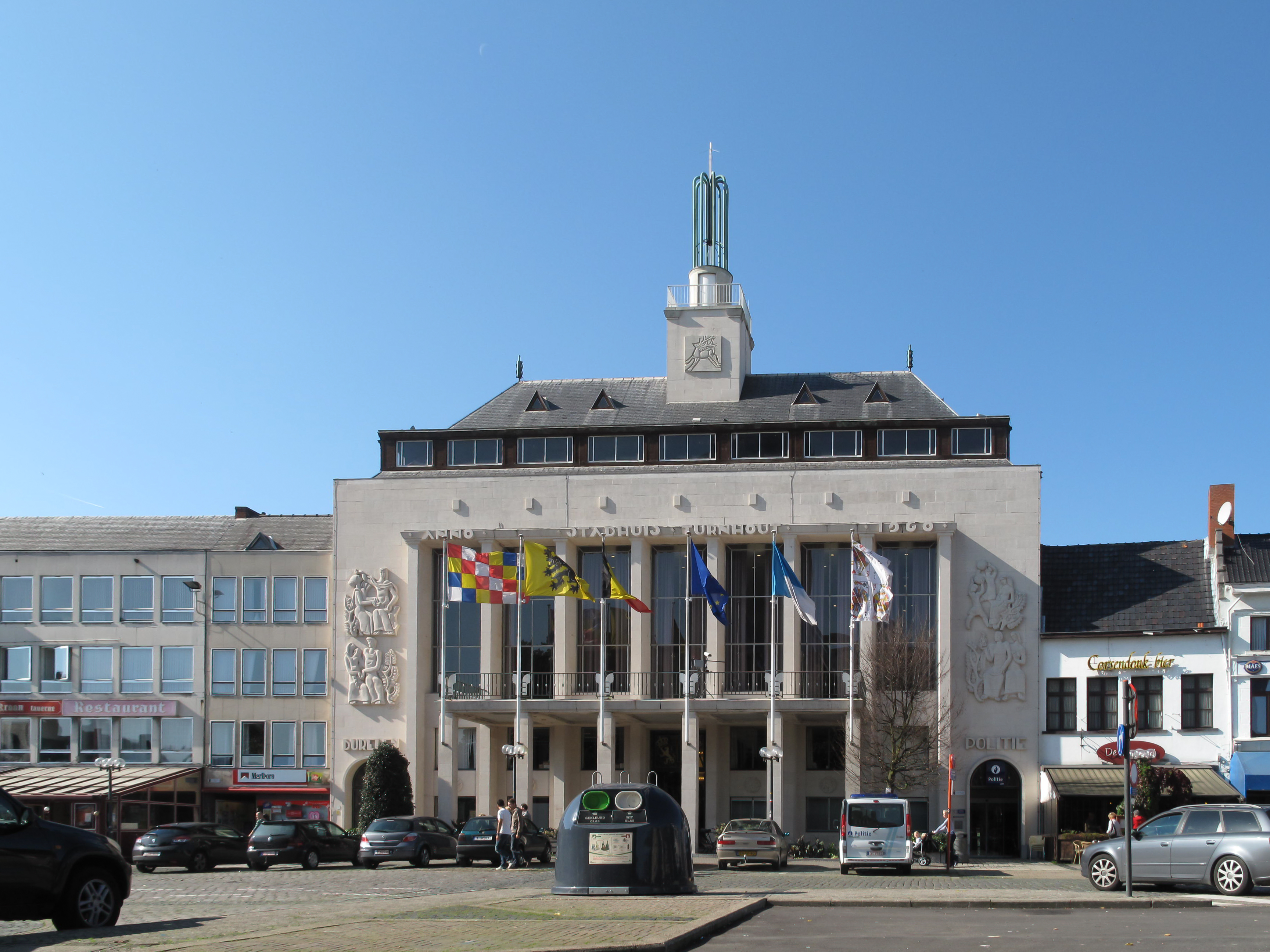
Turnhout, town hall
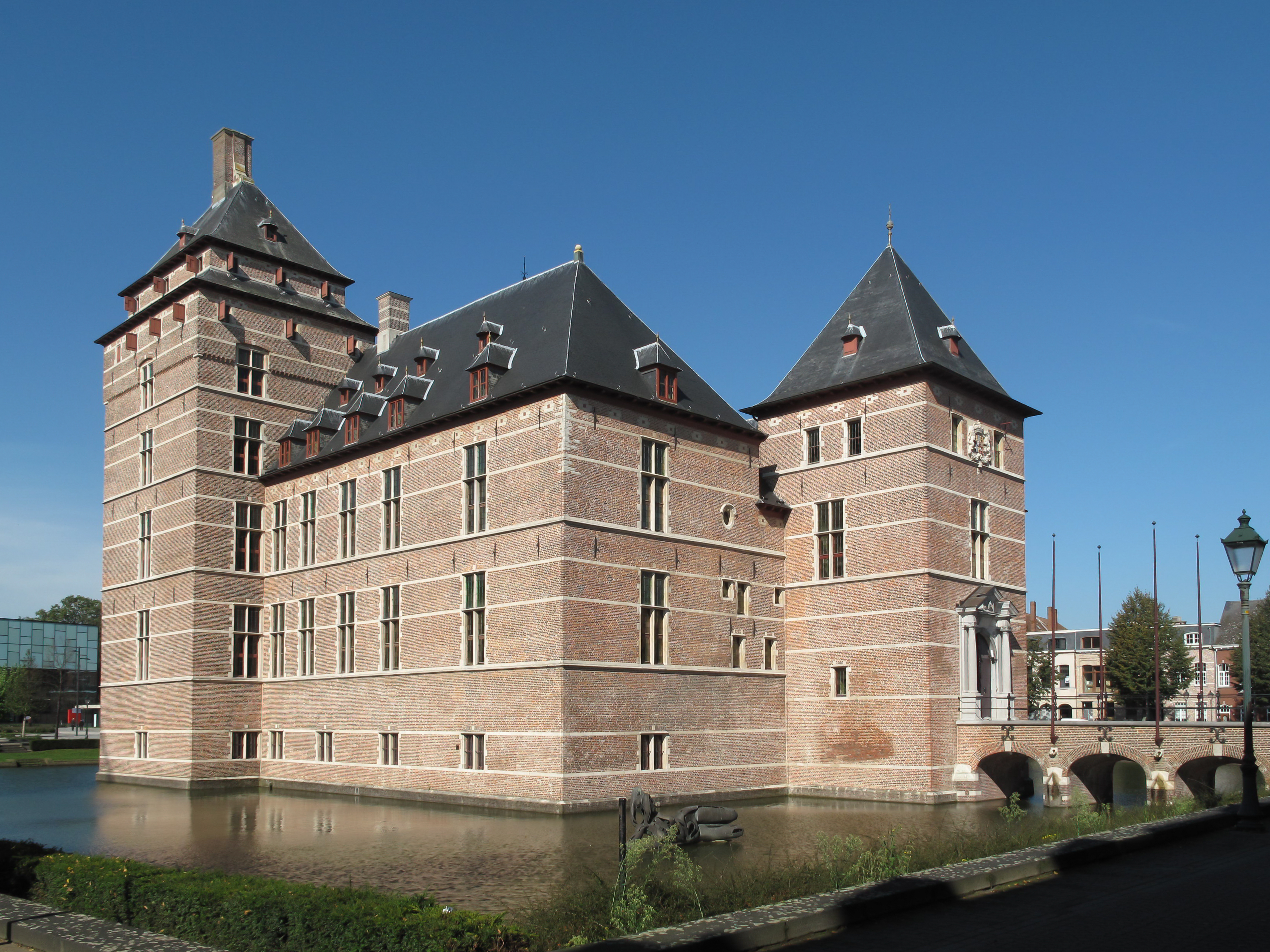
Turnhout, castle-court
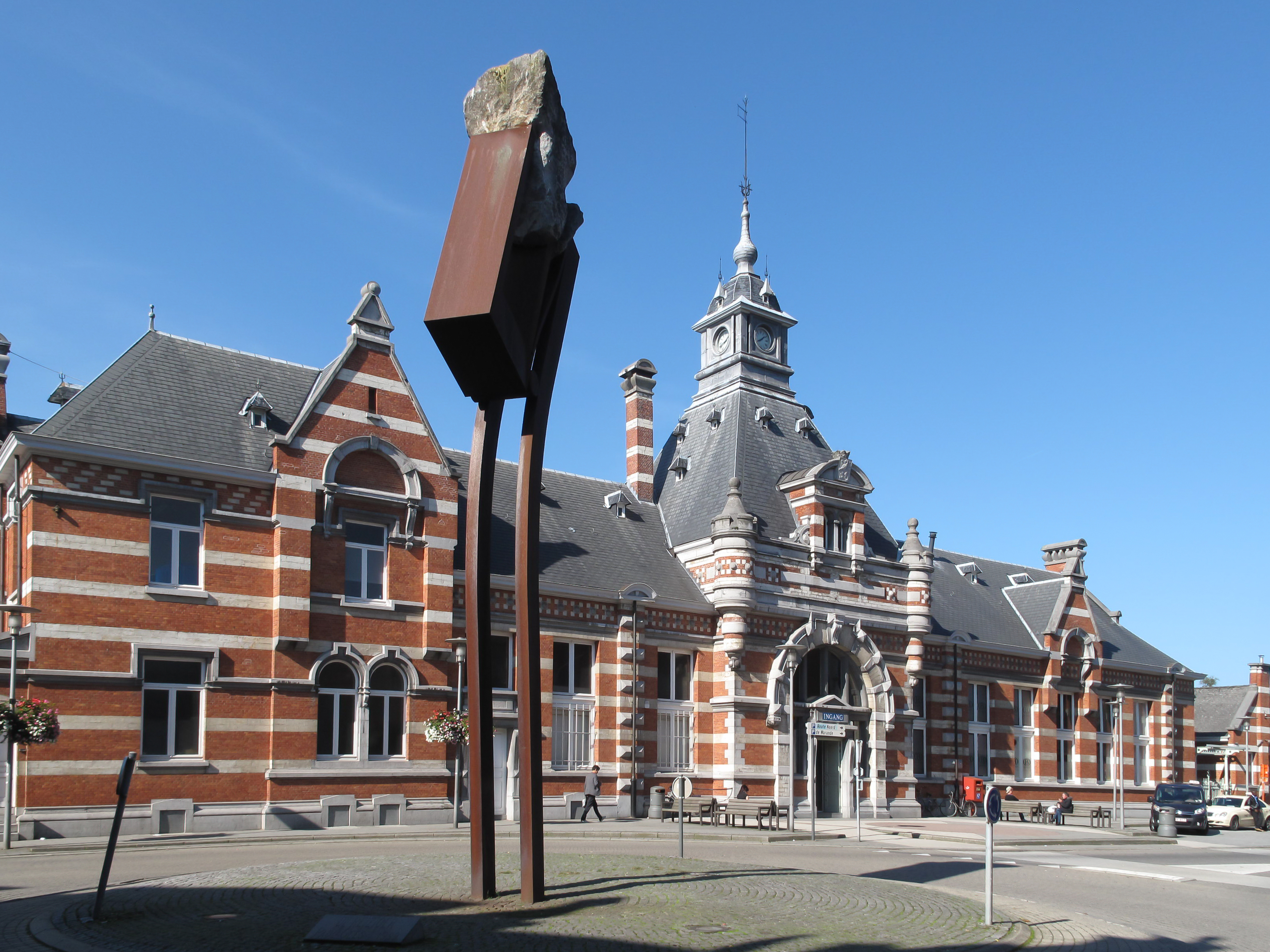
Turnhout, train station
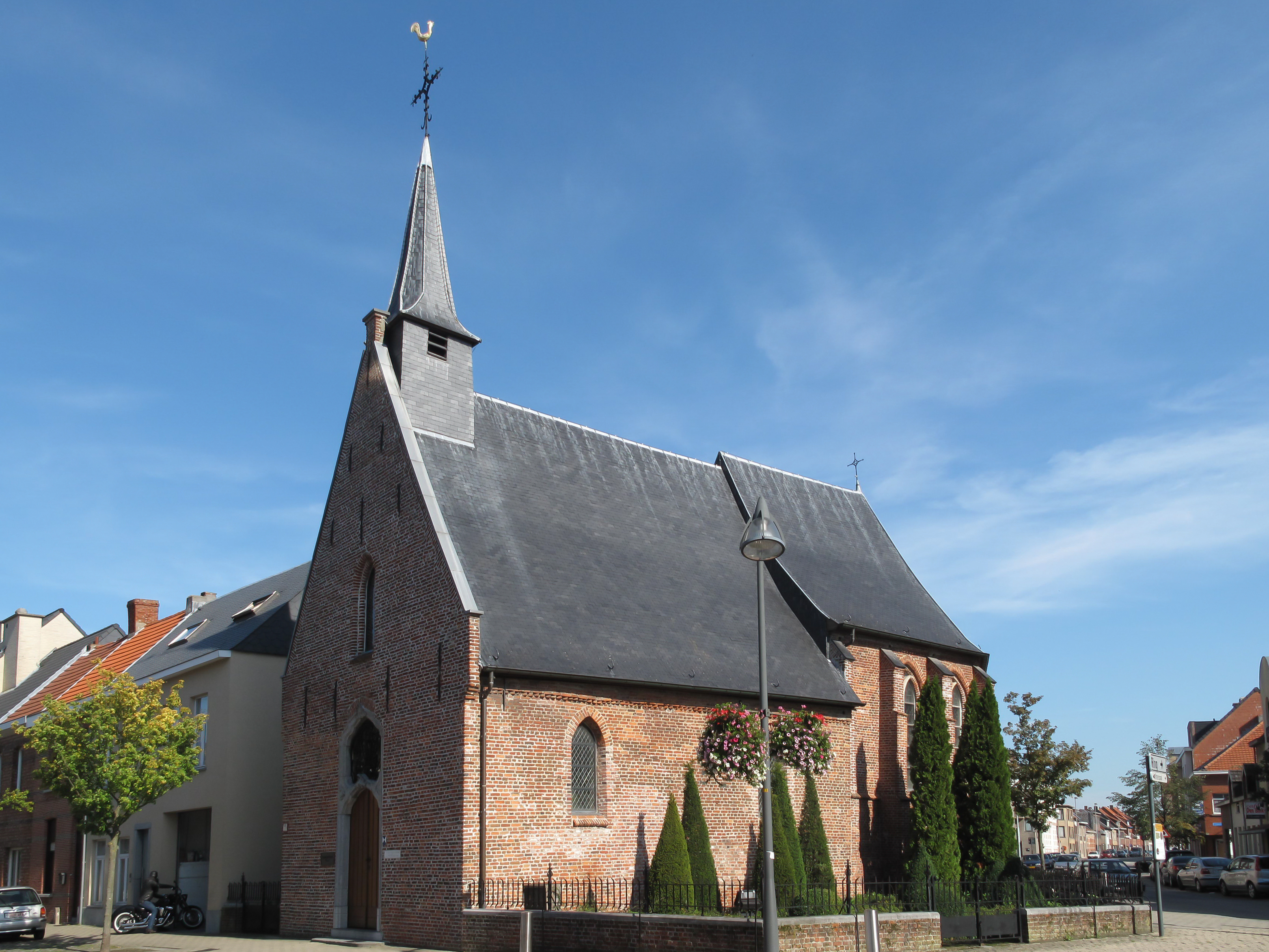
Turnhout, church
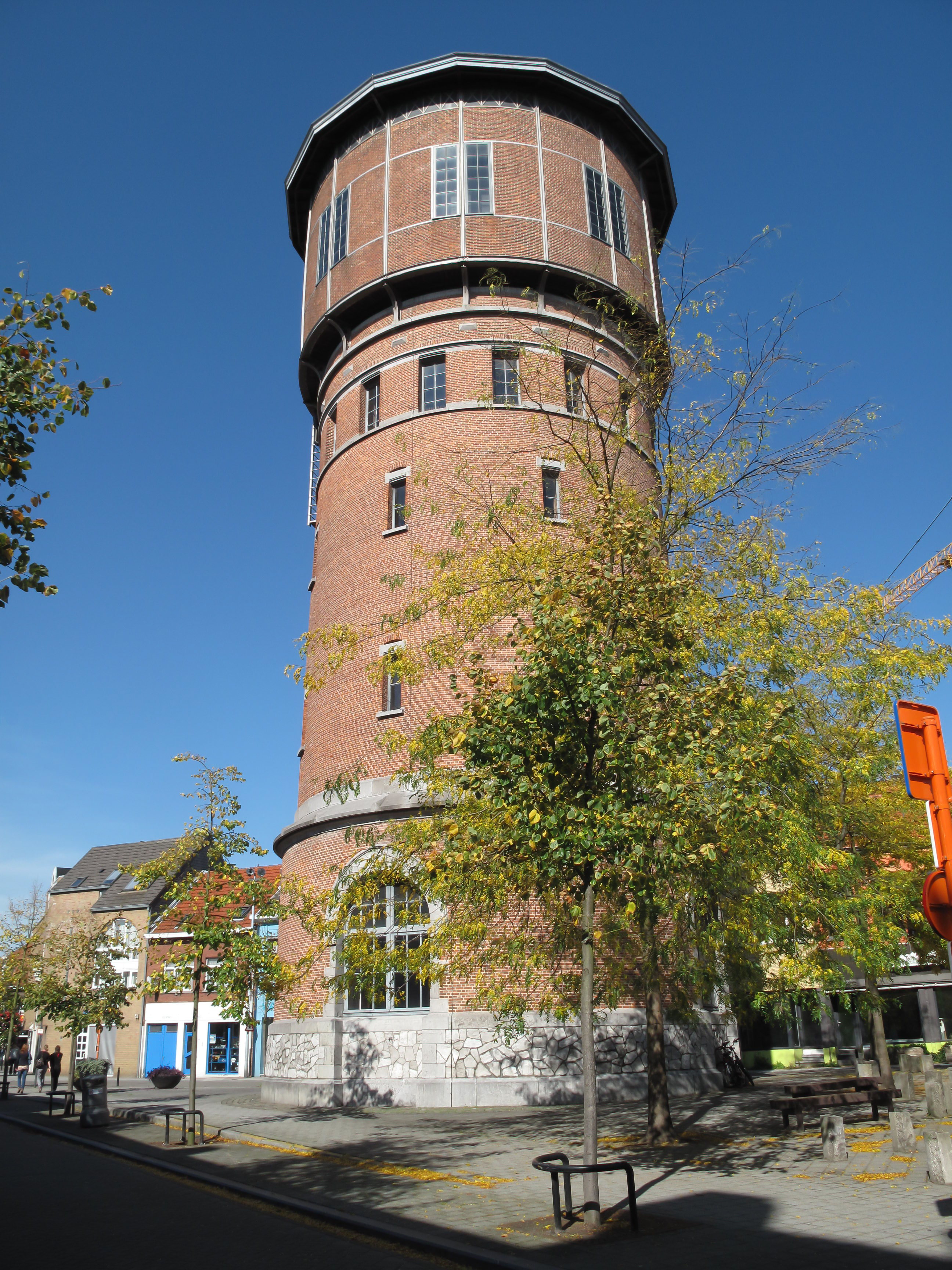
Turnhout, water tower